# Mikkel Hansen
Mikkel Hansen (ur. 22 października 1987 r. w Helsingør) – duński piłkarz ręczny, reprezentant kraju, grający na pozycji lewego rozgrywającego.  Karierę zakończył w 2024.
Uczestniczył w pięciu igrzyskach olimpijskich (Pekin 2008, Londyn 2012, Rio de Janeiro 2016, Tokio 2020, Paryż 2024 ), na których zdobył trzy medale – 2 złote srebrny.
Od sezonu 2012/13 występuje we francuskiej Division 1, w drużynie Paris Saint-Germain Handball. Duńczyk podpisał najwyższy kontrakt w historii piłki ręcznej. Zarabiał milion euro.
W dniu 5 września 2016 został pierwszym piłkarzem ręcznym, który otrzymał niebieską kartkę. Stało się to za faul na przeciwniku w trakcie meczu Paris SG Handball – ES Tunis HC, rozgrywanego w ramach turnieju IHF Super Globe 2016.
Trzykrotnie wybrany Piłkarzem Ręcznym Roku IHF(2011, 2015, 2018)

## Kariera
W 2008 dołączył do klubu FC Barcelona. Poprzednio grał dla duńskiego klubu GOG Svendborg TGI, z którym zdobył Mistrzostwo Danii w 2007. W 2010 roku, po dwóch latach w Hiszpanii, przyniósł się z powrotem do Danii, gdzie dołączył do AG København.
W 2012 roku dołączył do Paris Saint-Germain Handball. Podpisując czteroletni kontrakt został najlepiej zarabiającym wówczas piłkarzem ręcznym świata inkasując ponad milion euro rocznie. W 2017 roku przedłużył kontrakt z PSG, związując się z tym klubem do końca czerwca 2022.
Wraz z Reprezentacją Danii zdobył Mistrzostwo Olimpijskie (2016), Mistrzostwo Świata (2019), Mistrzostwo Europy (2012).
W czasie Mistrzostw Świata 2011 został królem strzelców turnieju.
W 2019 poprowadził reprezentację Danii do zdobycia Mistrzostwa Świata, indywidualnie zostając królem strzelców turnieju oraz najbardziej wartościowym zawodnikiem turnieju (MVP).
31 stycznia 2021 ponownie został Mistrzem Świata oraz najbardziej wartościowym zawodnikiem turnieju (MVP).
Mikkel Hansen zakończy karierę po igrzyskach olimpijskich w Paryżu. Na których zdobył Mistrzostwo Olimpijskie.

## Życie prywatne
Jego ojciec Flemming Hansen również uprawiał piłkę ręczną, reprezentował Danię na Igrzyskach Olimpijskich 1984.
W styczniu 2019 urodził mu się syn.

## Sukcesy

### Reprezentacyjne
Igrzyska olimpijskie:
- Rio de Janeiro 2016
- Tokio 2020
- Paryż 2024

Mistrzostwa świata:
- Niemcy/Dania 2019, Egipt 2021, Polska/Szwecja 2023
- Szwecja 2011, Hiszpania 2013

Mistrzostwa Europy:
- Serbia 2012
- Niemcy 2024
- Dania 2014
- Słowacja/Węgry 2022

### Klubowe
Liga Mistrzów:
- 2009/2010, 2016/2017
- 2011/2012, 2015/2016, 2017/2018

Mistrzostwa Danii:
- 2006/2007, 2010/2011, 2011/2012
- 2005/2006, 2007/2008

Puchar Danii:
- 2010, 2011
- 2006/2007, 2007/2008

Mistrzostwa Hiszpanii:
- 2008/2009, 2009/2010

Puchar Hiszpanii:
- 2008/2009, 2009/2010

Mistrzostwa Francji:
- 2012/2013, 2014/2015, 2015/2016, 2016/2017, 2017/2018
- 2013/2014

Puchar Francji:
- 2013/2014, 2014/2015, 2017/2018
- 2012/2013, 2015/2016

## Nagrody indywidualne
- Piłkarz Ręczny Roku IHF: 2011, 2015, 2018
- Najlepszy lewy rozgrywający Mistrzostw Europy 2012 i Mistrzostw Europy 2014
- Najlepszy lewy rozgrywający Mistrzostw Świata 2011
- MVP Mistrzostw Świata 2013
- MVP Igrzysk Olimpijskich 2016
- Najlepszy lewy rozgrywający Igrzysk Olimpijskich 2016
- MVP Mistrzostw Świata 2019
- MVP Mistrzostw Świata 2021